# Holub zelenokřídlý
Holub zelenokřídlý (Chalcophaps indica) je druh ptáka z čeledi holubovití. Přirozeně se vyskytuje na indickém subkontinentu a v jihovýchodní Asii. V indickém Tamilnádu je státním ptákem.

## Systematika
Rozeznává se 6 poddruhů s následujícím rozšířením:
- C. i. indica (Linnaeus, 1758) – nominátní poddruh; od Indie po jižní Čínu, dále Malajsie, Filipíny, Indonésie a západní ostrovy Západní Nové Guineje;
- C. i. robinsoni Baker, ECS, 1928 – Šrí Lanka;
- C. i. maxima Hartert, 1931 – Andamany;
- C. i. augusta Bonaparte, 1855 – Nikobary;
- C. i. natalis Lister, 1889 – Vánoční ostrov;
- C. i. minima Hartert, 1931 – Numfor, Biak a Mios Num (ostrovy severně od Nové Guineje).

## Popis

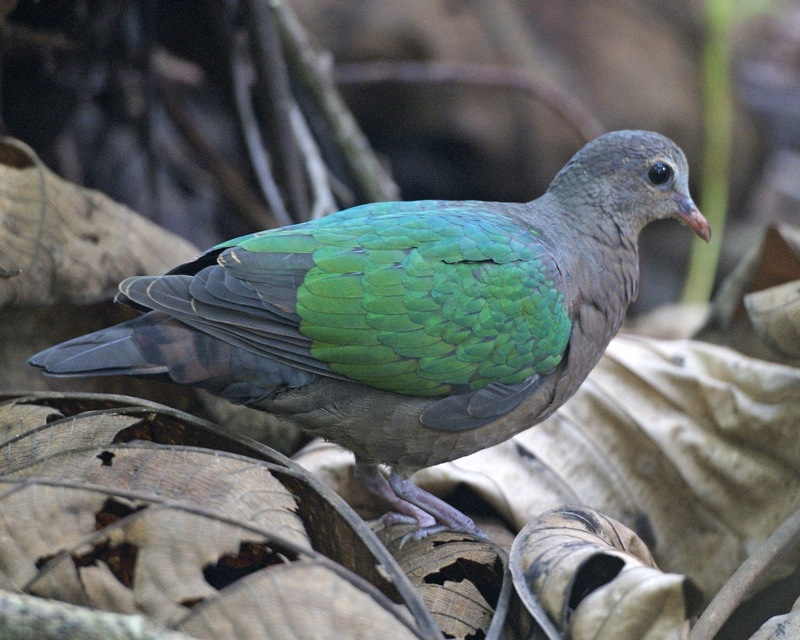
Samice

Holub zelenokřídlý je 23–27 cm dlouhý pták vážící přibližně do 160 g s jasně smaragdově zelenými křídly a hřbetem, letky a ocas jsou naopak načernalé. Na spodní straně těla jsou při letu viditelné dva bílé pruhy. Hlava je zbarvena do tmavě vínově růžova až hněda. Oči jsou tmavě hnědé, zobák jasně červený a nohy rudé. Rozlišovacím znakem mezi samcem a samicí je šedobílá korunka a bílé skvrny na ramenou, které se vyskytují jen u samců (znak pohlavního dimorfismu).

## Výskyt

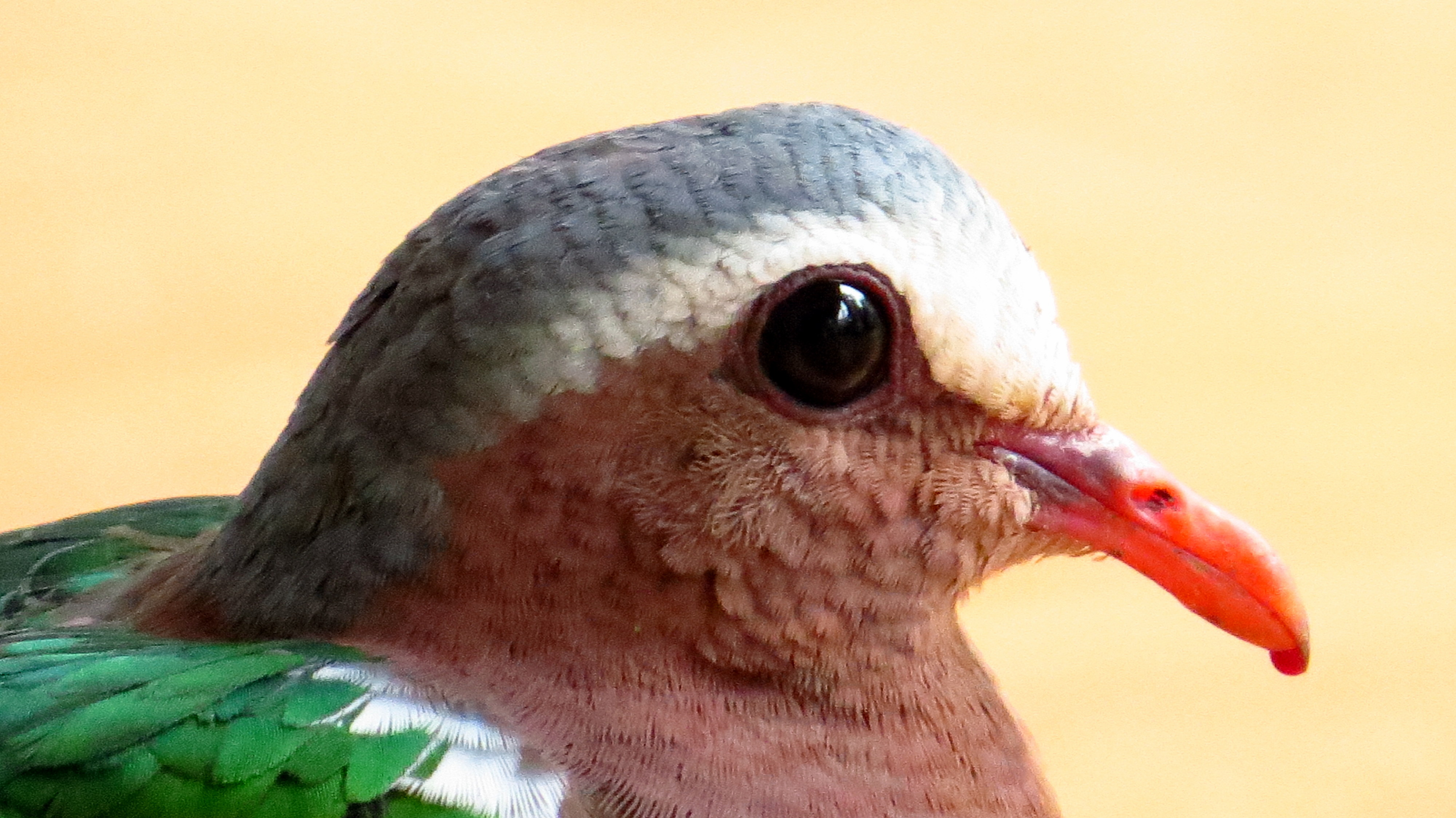
Detail hlavy

Holub zelenokřídlý obývá různá zalesněná stanoviště od nížin až po horské oblasti včetně deštných a mangrovových lesů, ale i suchých blahovičníkových lesů tropických a subtropických oblastí jihovýchodní Asie. Svá hnízda staví 3–5 metrů nad zemí.